# Dutch Sam
Dutch Sam, de son vrai nom Samuel Elias, est un boxeur anglais combattant à mains nues né le 4 avril 1775 à Petticoat et mort le 3 juillet 1816.

## Carrière
Réputé pour son punch et pour avoir popularisé l'utilisation des uppercuts, il livre son premier combat professionnel le 12 octobre 1801, battant à cette occasion un dénommé Baker. Sam enchaîne en 1803 par un succès en à peine 15 minutes contre le poids lourds Bill Shipley puis devient champion d'Angleterre des poids légers l'année suivante en stoppant au 37e round l'invaincu Caleb Baldwin. Il bat par la suite un autre boxeur invaincu, Tom Belcher, puis se retire à 35 ans le 31 mai 1810. Six ans plus tard, il remonte sur un ring hors de forme et rongé par l'alcool et perd logiquement face à William Nosworthy. Il meurt peu après ce combat.

## Distinction
- Dutch Sam est membre de l'International Boxing Hall of Fame depuis 1997.

## Anecdote
- Son fils, Young Dutch Sam, fut également un excellent boxeur dans les années 1820 et figure également à l'IBHOF.